# Ladislav Toman (sochař)
Ladislav Toman (19. června 1894, Prasetín, Dolní Hořice – 29. května 1935, Praha) byl český sochař a keramik.

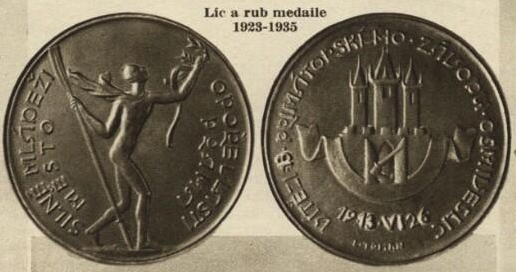
Ladislav Toman: Medaile pro závod Primátorské osmy 1923-1935

## Život a dílo
Studoval na Odborné keramické škole v Bechyni a poté na Uměleckoprůmyslové škole v Praze. Sochařství studoval na Akademii výtvarných umění v Praze u prof. Bohumila Kafky. Od roku 1928 byl asistentem Ústavu pro modelování a sochařství na Vysoké škole technické v Praze.
Jeho díla se vyznačují plasticky uzavřenou neorealistickou formou.

### Realizace
Zabýval se především návrhy alegorických vlysů a reliéfů pro architekturu, náhrobních reliéfů a příležitostných plastik: 
Vzpomínka na VII. sokolský slet, 1920
Sletový sokolský odznak, 1920.
V Pelhřimově realizoval sousoší rodiny před vchodem gymnázia a také sochařskou výzdobu interiéru. 
Byl autorem podobizen Jana Nerudy a generála Milana Rastislava Štefánika. 
V roce 1929 se spolu s architektem Ludvíkem Hilgertem zúčastnil soutěže na postavení pomníku vítězství husitů u Domažlic a jejich návrh se umístil na 3. místě.
Pozůstalost Ladislava Tomana věnovala roku 1937 Anna Hilgertová Karáskově galerii.

### Zastoupení ve sbírkách
- Národní galerie v Praze
- Památník národního písemnictví